# Kanárská doga
Kanárská doga (anglicky Dogo canario) je velmi mohutný a těžký pes pocházející ze Španělska, konkrétně z Kanárských ostrovů, původně využívaný jako hlídač a obranář, dnes jako společník a zároveň hlídač domu a majetku.

## Historie
První jedinci tohoto plemene podobní těm dnešním se vyskytovali již v 15. století, kdy byli využívání jako hlídači domů a dobytka, hlavně pak skotu, později i pro psí zápasy nebo zápasy psů s medvědy, které byly na Kanárských ostrovech velmi oblíbené. Za možné předky jsou považováni prehispánští pastýřští psi, kteří jsou již považováni za vymřelé. Tito prehispánští pastýřští psi byli pak kříženi s jinými místními psy, čímž byli vytvořeni velcí a mohutní psi.
V 19. století toto plemeno málem vymřelo; jeho počet se rapidně snížil a na celém světě zbývalo jen několik málo jedinců. Bylo to hlavně kvůli zákazu psích zápasů. Navzdory tomu se ale našla skupinka nadšených chovatelů, kteří začali úspěšně pracovat na záchraně tohoto plemene.
Ve starší a španělsky psané literatuře můžeme toto plemeno najít i pod názvem perro de presa canario. Kanárská doga byla FCI kompletně uznána až v roce 2011. Oficiální zkratka pro kanárskou dogu je PPC.
K roku 2014 v České republice existuje jen několik chovatelských stanic kanárských dog. V poslední době se ale velmi rozmáhá prodej těchto psů bez průkazu původu. Nejstarší a současně fungující chovatelskou stanicí je Chamjan. Nejrozšířenější je kanárská doga ve Španělsku a Německu.

## Povaha
Je to vyrovnaný, klidný a zároveň hravý pes s vážným výrazem. Má vlohy pro hlídání a na každého nezvaného návštěvníka upozorní hlasitým a výrazným štěkotem. Lidem, které zná, neublíží. Chová se přátelsky až po delší známosti, je nedůvěřivý. Je také loajální vůči svému pánovi, kterého si sám vybere, je to tedy pes spíše pro jednoho pána; ostatní pak nikdy moc poslouchat nebude. Je věrný a špatně snáší změnu majitele či prostředí.
Děti má velmi rád a nemá s nimi problém. Některé dětské hry mu ale mohou být nepříjemné, proto je důležité dítě před koupí psa poučit, jinak by mohlo dojít ke konfliktu.
Ostatní zvířata většinou ignoruje, pokud před ním ale začnou utíkat (například srnka, slepice, kočka...), může se pustit do jejich pronásledování, od čehož ho nic neodradí. Setkávání se s nimi je nutné, hlavně v období socializační fáze.

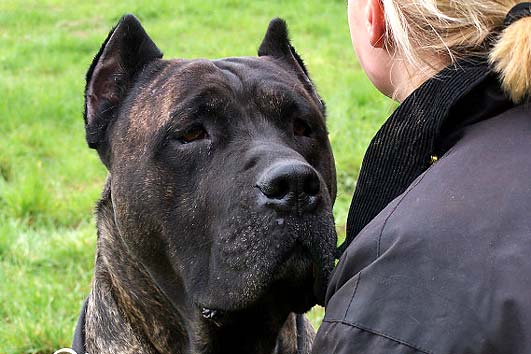
Kanárská doga s kupírovanýma ušima

## Péče

### Péče o srst
Srst tohoto plemene je krátká a přiléhavá, na dotek tvrdá, a nepotřebuje žádnou speciální péči. V období línání líná jen trochu, ne extrémně, a stačí ji 1× za den vyčesat. Příliš častého mytí šamponem je dobré se vyvarovat, aby neztratila svoji přirozenou mastnotu, což by způsobilo problémy s kůží, jako jsou záněty a otevřené rány.

### Pohyb
Pohyb nevyžaduje, ale je nutné ji občas vzít proběhnout, neboť problémy s obezitou jsou u tohoto plemene velmi časté a je nutné si na to dávat pozor. Kvůli své výšce trpí i problémy s klouby a není pro ni proto vhodný dlouhý běh u kola nebo třeba psí sport agility. Správným doplňkem stravy lze zlepšit celkovou kvalitu kloubů.

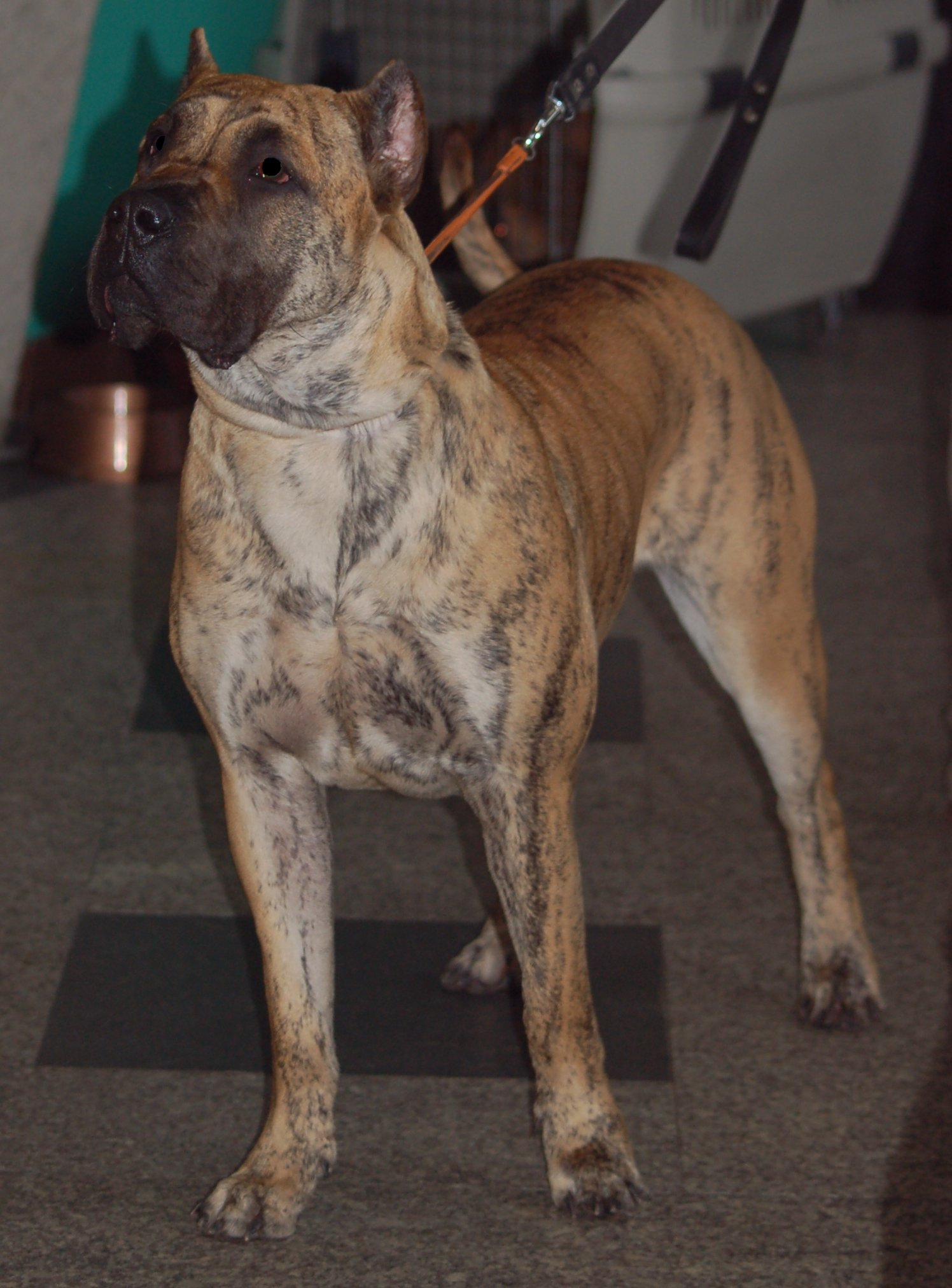
Dospělá kanárská doga

### Péče o uši a drápy
Do uší není nutné nijak zasahovat, občas je zkontrolujte, zda nepáchnou nebo jestli srst v uších není moc dlouhá (v tom případě ji vytrhejte), tím ale vaše úloha končí. Pokud si budete myslet, že váš pes má mnoho mazu v uchu, navlhčete si vatový tampon vincentkou či jinou desinfekční vodou a uši vytřete, nepoužívejte k tomu ale tyčinky či elektrické přístroje.
Drápky si pes většinou obrušuje sám o chodník, pokud to ale nestačí, je nutné mu je stříhat, aby nebyly moc dlouhé. Stačí 1× za dva měsíce, ale to posoudíte sami podle potřeby.

### Kupírování uší nebo ocasu
Kupírování uší je v České republice zákonem zakázáno a je trestné jej provádět. V jiných zemích, kde je to povolené, se ale provádí zcela běžně. Ocasy se sice kupírovat smí, ale většina chovatelů preferuje dlouhý ocas. Kupírují se jen v případě zranění.

## Zdravotní potíže
- Problémy s kardiovaskulárním systémem
- Artróza
- Dysplazie kyčelního nebo loketního kloubu
- Obezita

Většinou se dožívá věku mezi 10–12 lety.

## Zajímavost
Toto plemeno vyniká řadou vlastností, které se hodí pro psí zápasy. Proto byly kanárské dogy v minulosti velmi oblíbené jako zápasničtí psi. Po zákazu psích zápasů v polovině 40. let minulého století jich však začalo postupně ubývat, neboť jejich chov byl povolen pouze úředně potvrzeným chovatelům.
Chov a dovoz kanárské dogy je zakázán v Austrálii a na Novém Zélandu.